# Irish Grid
Als Irish Grid wird das auf den Landkarten Irlands benutzte Koordinatensystem bezeichnet. Es findet einheitlich sowohl in der Republik Irland als auch in Nordirland Anwendung, unterscheidet sich jedoch vom National Grid des britischen Ordnance Survey.
Referenzellipsoid für die Landesvermessung ist das modifizierte Airy Ellipsoid. Als Kartenprojektion wird eine transversale Mercator-Projektion verwendet, deren (wahrer) Ursprung bei 53° 30′ N und 8° W liegt. In diesem Ursprung wird ein Kartesisches Koordinatensystem definiert. Um negative Koordinaten zu vermeiden, werden auf alle Werte in Ostrichtung („Rechtswert“) 200 km und auf alle Werte in Nordrichtung („Hochwert“) 250 km addiert. Koordinatenangaben erfolgen üblicherweise in Metern, so dass z. B. der genannte Ursprung die Koordinaten 200.000 250.000 erhält. (Der Punkt mit den Koordinaten 0 0 wird auch als „falscher Ursprung“ der Kartenprojektion bezeichnet. Er liegt südwestlich der Insel.)

Der Irish Grid

Um zu etwas handlicheren Koordinaten zu kommen, wird die Karte in Planquadrate von 100 km Seitenlänge eingeteilt, die mit den Buchstaben A bis Z (ohne das große I) bezeichnet werden.  Dabei liegen einige Quadrate außerhalb von Irland und werden nicht verwendet.
Innerhalb dieser 100-km-Quadrate werden die Kilometer von 00 bis 99 durchnummeriert. Für eine metergenaue Koordinatenangabe sind dann ein Buchstabe und zwei fünfstellige Zahlen erforderlich.
Beispiel: Die Half Penny Bridge liegt im WGS84 bei 53° 20′ 46.7″ N  6° 15′ 47.1″ W. Im Irish Grid ist das 315725 234278 oder O 15725 34278.
Statt solcher metergenauen Koordinaten wird im Allgemeinen nur ein Planquadrat angegeben, also O 15 34 (auf 1 km genau) oder O 157 342 (auf 100 m genau).